# Weronika Alexandrowna Korsunowa
Weronika Alexandrowna Korsunowa (russisch Вероника Александровна Корсунова; * 20. April 1992 in Taganrog) ist eine  ehemalige russische Freestyle-Skierin. Sie startete in der Disziplin Aerials (Springen).

## Werdegang
Korsunowa debütierte im Januar 2012 in Mont Gabriel im Weltcup und belegte dabei den zehnten Platz. Bei den Freestyle-Skiing-Weltmeisterschaften 2013 in Voss gewann sie die Silbermedaille. Im folgenden Jahr belegte sie bei ihrer ersten Olympiateilnahme in Sotschi den 11. Rang. In der Saison 2014/15 erreichte sie mit zwei zweiten Plätzen in Lake Placid ihre ersten Podestplatzierungen im Weltcup.  Bei den Freestyle-Skiing-Weltmeisterschaften 2015 am Kreischberg errang sie den 12. Platz. Zum Saisonende kam sie in Minsk auf den dritten Rang und beendete damit die Saison auf dem vierten Platz im Aerials-Weltcup.
Korsunowa nahm an 30 Weltcups teil und kam dabei 13-mal unter den ersten zehn.

## Erfolge

### Olympische Spiele
- Sotschi 2014: 11. Aerials

### Weltmeisterschaften
- Voss 2013: 2. Aerials
- Kreischberg 2015: 12. Aerials

### Weltcup
Korsunowa errang im Weltcup drei Podestplätze.
Weltcupwertungen:
| Saison  | Gesamt | Gesamt | Aerials | Aerials |
| Saison  | Punkte | Platz  | Punkte  | Platz   |
| ------- | ------ | ------ | ------- | ------- |
| 2011/12 | 16     | 59.    | 159     | 16.     |
| 2012/13 | 15     | 82.    | 108     | 17.     |
| 2013/14 | 16     | 78.    | 78      | 16.     |
| 2014/15 | 39,57  | 15.    | 277     | 4.      |
| 2015/16 | -      | -      | -       | -       |
| 2016/17 | 7,86   | 122.   | 55      | 26.     |
| 2017/18 | 19,67  | 72.    | 118     | 15.     |

### Juniorenweltmeisterschaften
- Chiesa in Valmalenco 2012: 5. Aerials

### Weitere Erfolge
- 1 russischer Meistertitel: Aerials 2012
- 3 Podestplätze im Europacup
- 1 Podestplatz im Nor-Am-Cup